# Jiřina Bočková
Jiřina Bočková (* 19. září 1949) byla česká a československá politička Československé strany socialistické a poslankyně Sněmovny národů Federálního shromáždění za normalizace.

## Biografie
K roku 1986 se profesně uvádí jako skladnice. Ve volbách roku 1986 zasedla za ČSS do české části Sněmovny národů (volební obvod č. 29 - Tachov-Cheb, Západočeský kraj). Ve Federálním shromáždění setrvala do konce funkčního období, tedy do svobodných voleb roku 1990. Netýkal se jí proces kooptací do Federálního shromáždění po sametové revoluci.